# Ecología de los ecosistemas
La ecología de los ecosistemas es el estudio integrado de los componentes de ecosistemas de los seres vivos (bióticos) y los no-vivientes (abiótico) y sus interacciones dentro del marco de un ecosistema. Esta ciencia hace de conocimiento 
cómo estos sistemas funcionan y cómo se relacionan sus componentes, tales como sustancias químicas, los lechos de roca, suelos, plantas, y animales.
La ecología de los ecosistemas examina estructuras físicas y biológicas y el cómo estas características de los ecosistemas interaccionan unos con otros. Finalmente, esto nos ayuda a entender cómo mantener la calidad del agua y una obtención del producto básico económicamente viable. Un enfoque importante de la  ecología de los ecosistemas se encuentra en los mecanismos ecológicos que mantienen la estructura y las prestaciones que los ecosistemas producen. Estos incluyen la productividad primaria (producción de biomasa), la descomposición y las interacciones tróficas. 
Los estudios del funcionamiento de los ecosistemas han mejorado mucho la comprensión humana de la producción sostenible en la obtención de alimentos, fibra, combustible y aprovisionamiento de agua. Los procesos funcionales están arbitrados por distintos niveles del clima que van de regionales a locales, de perturbaciones. y de su gestión.  De esta manera, la ecología de los ecosistemas proporciona un marco importante para identificar mecanismos ecológicos que interactúen con los problemas medioambientales globales, especialmente la degradación ambiental y el calentamiento global de las aguas de superficie.
El siguiente ejemplo demuestra varios aspectos importantes de ecosistemas:
1. Las fronteras de un ecosistema son a menudo confusas y pueden fluctuar en el tiempo:
2. Los organismos, dentro de los ecosistemas, dependen del nivel de los procesos físicos y biológicos.
3. Los ecosistemas adyacentes interaccionan estrechamente y a menudo son interdependientes respecto al mantenimiento de su estructura comunitaria y de los procesos funcionales que mantienen la productividad y la biodiversidad

Estas características también comportan problemas prácticos en lo relacionado con la administración de recursos naturales. ¿Quién dirigirá tal o cual ecosistema? ¿Afectará la tala de árboles del bosque a la pesca recreativa en la corriente del río? Estos asuntos no son fáciles de resolver para los gestores de las tierras, dado que los límites entre diferentes ecosistemas permanecen sin quedar claros. De cualquier modo, las decisiones tomadas respecto a un ecosistema, afectarán a otros. Necesitamos una mejor comprensión  de las interacciones e interdependencias de estos ecosistemas y los procesos que les sustentan, antes de que podamos empezar a abordar estas cuestiones
La ecología de los ecosistemas es un campo de estudio inherentemente interdisciplinario. Un ecosistema individual está compuesto por poblaciones de organismos que se hallan interaccionando dentro de comunidades y contribuyendo al ciclo de nutrientes y el flujo de energía. El ecosistema es la unidad principal de estudio en la ecología de los ecosistemas.
La población, la comunidad y la ecología fisiológica proporcionan muchos de los mecanismos biológicos subyacentes que influyen en los ecosistemas y los procesos que estos mantienen. El flujo de energía y los ciclos de la materia dentro del ecosistema son frecuentemente objeto de examen en la ecología de los ecosistemas pero, globalmente, esta ciencia está determinada más por la propia materia que por su escala.  La ecología de los ecosistemas se integra en los organismos y los núcleos abióticos de energía y nutrientes como un sistema integrado, lo cual lo deferencia de otras ciencias asociadas, tales como  la bioquímica. (1)
La biogeoquímica y la hidrología se centran en diversos procesos  fundamentales de los ecosistemas, tales como los ciclos químicos que se llevan a cabo biológicamente en las nutrientes del ciclo físico y biológico del agua. La ecología de los  ecosistemas forma los mecanismos básicos de los procesos regionales o globales, incluyendo la hidrología regional, la bioquímica global, y el conocimiento de los sistemas del planeta.

## Historia de los Ecosistemas
La ecología de los ecosistemas está, filosófica e históricamente, arraigada en la ecología del planeta. El concepto de ecosistema ha evolucionado rápidamente durante los últimos 100 años, aportando importantes ideas desarrolladas por [Frederic Clements], un botánico que luchó en busca de  definiciones concretas acerca de los ecosistemas y que defendió que los procesos fisiológicos eran responsables de su desarrollo y su permanencia. A pesar de que la mayoría de las definiciones de Clemens, sobre el ecosistema, han sido muy contestadas, inicialmente por [Henry Gleason] y por [Arthur Tansley], y posteriormente por ecologistas contemporáneos, la idea de que los procesos fisiológicos son fundamentales para la estructura de los ecosistemas y sus funciones,  sigue siendo fundamental para la ecología.

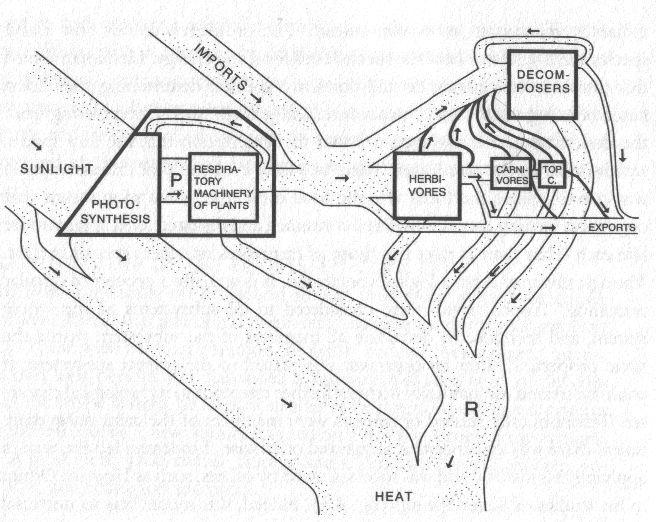
Figura 3. La energía y la materia fluyen a través de los ecosistemas, amoldándose al modelo Silver Springs. (3) H representa a los herbívoros, C a los carnívoros, TC son los carnívoros superiores, y D son los descomponedores. Los cuadros representan estanques, caldos bióticos, y los óvalos son flujos de energía o nutrientes provenientes del sistema

Trabajos posteriores llevados a cabo por Eugene Odum y Howard T. Odum cuantificaron los flujos de energía y materia de los ecosistemas, documentando así las ideas generales propuestas por Clements y su contemporáneo Charles Elton. Ver Figura 3.
En este modelo, la energía fluye a través de todo el sistema, el cual depende de las interacciones bióticas y abióticas de cada componente individual (especies, caldos de nutrientes inorgánicas, etc.). Trabajos posteriores han demostrado que estas interacciones y flujos afectan a los ciclos de nutrientes, los cuales cambian  a lo largo del curso de la secuencia y ejercen un fuerte control sobre la productividad de los ecosistemas. (4) (5) Las transferencias de energía y de nutrientes son inherentes a los sistemas ecológicos, independientemente de que estos sean acuáticos o terrestres. De esta manera, la ecología de los ecosistemas se ha desarrollado por medio de importantes estudios biológicos de ecosistemas de plantas, animales terrestres, acuáticos de agua dulce y marinos.

## Servicios de los ecosistemas
Los servicios de los ecosistemas son procesos funcionales esenciales, ecológicamente interrelacionados a fin de mantener una sociedad humana saludable. (6) El abastecimiento y el filtrado del agua, la producción de biomasa en los bosques, la agricultura y la pesquería, la eliminación de los gases de efecto invernadero, tales como el dióxido de carbono (CO2) de la atmósfera, son ejemplos de servicios del ecosistema que son esenciales para la salud pública y las posibilidades de la economía. El ciclo de nutrientes es un proceso fundamental para la producción agrícola y forestal. 
.No obstante, como casi todos los procesos del ecosistema, el ciclo de nutrientes no es una característica del ecosistema, en sí, que pueda ser manejado a nuestro antojo. Maximizar la producción en los sistemas degradados es una solución excesivamente simplista frente a los complejos problemas del hambre y la seguridad económica. Un ejemplo de ello es el uso intensivo de fertilizantes llevado a cabo en el Medio Oeste de los Estados Unidos, lo cual ha provocado la degradación de la pesca en el Golfo de México. (7) Desafortunadamente, se ha sugerido llevar a cabo una “Revolución Verde” de fertilización química intensiva en países desarrollados, así como en países en vías de desarrollo. (8) (9) Estas estrategias representan la alteración, en los ecosistemas, de procesos que pueden resultar difíciles de revertir, especialmente cuando se aplican a gran escala sin la adecuada evaluación de su impacto. Los procesos de los ecosistemas pueden llevar años en permitir que estos ecosistemas se recuperen de estas importantes perturbaciones. (5)
.Por ejemplo, la tala de árboles, el desmonte a gran escala llevado a cabo en el noreste de los Estados Unidos en los siglos XVIII y XIX, ha alterado la estructura del suelo, de la vegetación predominante, y del ciclo de nutrientes, de forma tal que ha tenido impacto en la producción maderera hasta el presente. (19 (11) Se requiere una valoración de las funciones de los ecosistemas para el mantenimiento de la productividad, bien sea en la agricultura o en la silvicultura, conjuntamente con planes para la restauración de procesos esenciales. Un mejor conocimiento de las funciones de los ecosistemas ayudará a alcanzar una sostenibilidad a largo plazo, así como una estabilidad en los países más pobres del planeta.      

## Funcionamiento de los Ecosistemas
La productividad de biomasa es una de las funciones más evidentes y económicamente importantes (rentables) del ecosistema. La acumulación de biomasa empieza en el nivel celular vía fotosíntesis. La fotosíntesis requiere agua y consiguientemente los patrones globales de producción de biomasa anual son correlativos con la precipitación anual. (12) Las cantidades de productividad dependen, así mismo, de la capacidad global de las plantas para capturar los rayos del sol, lo cual es directamente proporcional  al tamaño de la hoja (de su superficie) y su contenido N.
Productividad primaria neta (NPP por sus siglas en inglés) es la medida primaria de acumulación de biomasa en un ecosistema. La productividad primaria neta puede ser calculada por medio de una sencilla fórmula en la que la cantidad total de productividad es ajustada a fin de detectar las pérdidas de productividad total a través del mantenimiento de procesos biológicos:
NPP = GPP @– Rproducer
GPP equivale a la productividad primaria bruta y Rproducer a la fotosíntesis (Carbono) que se pierde vía respiración celular.
El NPP es difícil de medir pero una nueva técnica conocida como Eddy Covariance ha arrojado luz sobre cómo los ecosistemas naturales influyen en la atmósfera. La figura 4 muestra los cambios estacionales y anuales de concentración de CO2 medidos en Mauna Loa, Hawái, entre 1987 y 1990. La concentración de CO2 aumentó paulatinamente, pero la variación interanual fue  más grande que el aumento anual desde que las mediciones comenzaron en 1957.
Se pensaba que estas variaciones se debían a la absorción de CO2 durante los meses de verano. Una técnica recientemente desarrollada para evaluar los ecosistemas NPP, ha confirmado que la variación estacional está producida por los  cambios estacionales del CO2 producidos por la vegetación. Esto ha llevado a que muchos científicos y creadores de nuevas políticas puedan tomar decisiones a fin de mejorar los problemas del calentamiento global. Este tipo de gestión puede incluir la regeneración forestal o los programas de tala de árboles en muchas partes del mundo

### Ciclos de las nutrientes y de la descomposición
La descomposición y el ciclo de las nutrientes son fundamentales para la producción de biomasa del ecosistema. La mayoría de los ecosistemas naturales tienen unos recursos de nitrógeno (N) limitados y la producción de biomasa está estrechamente relacionada con   la rotación de nitrógeno. (16) (17) La aportación externa de nutrientes es muy baja y el reciclaje eficaz de nutrientes mantiene la productividad. (5) La descomposición de los desechos de las plantas, es la responsable de la mayoría de las nutrientes recicladas en los ecosistemas. (Figura 3). Los índices de descomposición de las plantas dependen en gran medida de la calidad de los desechos. Una alta concentración de compuestos fenólicos, especialmente de lignina, en los desechos vegetales, conlleva un efecto retardador en el proceso de descomposición. (18) (19) Los compuestos C se descomponen más lentamente y pueden tardar muchos años en hacerlo. La descomposición se manifiesta normalmente a través de una putrefacción exponencial y ha sido relacionada con los concentrados minerales, especialmente el magnesio, en los desperdicios de hojas de árboles y plantas. (20) (21) 
Globalmente, los índices de descomposición se miden por la calidad de los desechos. (22) Los ecosistemas que están compuestos de plantas con una baja concentración de lignina, frecuentemente tienen unos índices de descomposición y un ciclo de nutrientes altos (Chapin et al. 1982). El carbono simple (C) que contiene compuestos, se metaboliza, generalmente, merced a microorganismos de descomposición, lo que implica unos índices de descomposición inicialmente rápidos. Ver los modelos de la figura 5A, (23) que dependen  de índices constantes de descomposición, llamados valores “k”. Ver Figura 5B. La actividad de la fauna que contiene la tierra,  además de la calidad de los desechos y el clima, es muy importante. (25) 
Aun así, estos modelos no reflejan ni los procesos lineales de descomposición, ni los no lineales,  los cuales se llevan a cabo durante la descomposición.   Por ejemplo, las proteínas, los azúcares y los lípidos se descomponen exponencialmente pero la lignina se descompone con un mayor índice lineal. (18) En consecuencia, la descomposición de los desechos no se puede predecir con exactitud usando modelos simplistas. (26)
El sencillo modelo alternativo presentado en la figura 5C, muestra una descomposición significativamente más rápida que la del modelo estereotipado de la figura 4B. Los modelos de descomposición requieren una mejor comprensión  y son un tema importante en el campo de la investigación de la ecología de los ecosistemas porque este proceso está estrechamente ligado al suministro de nutrientes y a la capacidad global para que los ecosistemas puedan obtener CO2 de la atmósfera. 

### Dinámica trófica
La dinámica trófica se refiere a los procesos de energía y transferencia de nutrientes entre organismos. La dinámica trófica es una parte importante de la estructura y de la función de los ecosistemas. La figura 3 muestra la transferencia de energía necesaria para un ecosistema, en este caso el de Silver Springs. Florida. EE.UU. La energía obtenida por productores primarios (plantas, P) es consumida por animales herbívoros (H), los cuales son consumidos por los carnívoros (C), los cuales, a su vez,  son consumidos por “carnívoros superiores”(TC).
Una de las pautas más obvias en la figura 3 es que conforme se asciende a lo largo de la cadena trófica (v. gr- .de las plantas a los  carnívoros superiores), la cantidad total de energía disminuye. Las plantas ejercen un control sobre la estructura de la energía de los ecosistemas delimitando la cantidad total de energía que recibe el sistema. (27)
Aun así, los depredadores también pueden influir en la estructura de los niveles tróficos en dirección descendente Estas influencias pueden transferirse y afectar, en gran medida, a especies de los sistemas terrestres y marinos. (28) (29) La interacción y la fuerza relativa de los controles ascendentes y descendentes sobre la estructura, y la función de los ecosistemas, son una área importante de investigación en el basto campo de la ecología.
La dinámica trófica puede influir en gran medida en los índices de descomposición y en el ciclo de las nutrientes a lo largo del tiempo y del espacio. Por ejemplo, los herbívoros  pueden incrementar la descomposición de los desechos y del ciclo de las nutrientes, lo que conlleva cambios directos en la calidad de los desechos y los cambios de la vegetación predominante. (30) Los insectos herbívoros han demostrado tener capacidad para aumentar los niveles de descomposición y el retorno de las nutrientes, debido a los cambios en la calidad de los desechos y el incremento de las cantidades de hierba. (1) (31)  
No obstante, los brotes de mosquitos no siempre aumentan el ciclo de nutrientes. (32) Stadler nos muestra que la ligamaza producida por grandes cantidades de C en el transcurso de los brotes de pulgones, puede dar como resultado un aumento del estancamiento de N debido a los microbios existentes en la tierra, lo que resultaría en una desaceleración del ciclo de nutrientes y la potencial limitación de la producción de biomasa. 
Los ecosistemas marinos del atlántico norte han sufrido grandes alteraciones debido a la sobrepesca del bacalao. La población, las existencias de bacalao, se desplomaron en los años 1990, lo que dio como resultado un incremento de sus presas, tales como las gambas y el cangrejo de las  nieves. (29) La intervención humana en los ecosistemas ha provocado cambios espectaculares en la estructura y la función de los ecosistemas. Estos cambios están ocurriendo con gran rapidez y están teniendo consecuencias desconocidas para la seguridad económica y la salud, el bienestar  de los seres humanos.  

## Aplicaciones e importancia

### Lecciones de dos ciudades de América Central
La biosfera ha sido muy alterada por las necesidades, la gran demanda de las sociedades humanas. La ecología de los ecosistemas juega un importante papel en la comprensión de y la adaptación a la mayoría de los problemas medioambientales  más acuciantes actualmente. La recuperación de la ecología y de la gestión de los ecosistemas está estrechamente relacionada  con la  ecología de los ecosistemas. Restaurar los recursos sumamente degradados  depende de la incorporación de los mecanismos funcionales de los ecosistemas. (33)
Mientras estas funciones no se hayan restablecido en su totalidad, el valor económico de los ecosistemas se hallará muy reducido y se pueden producir condiciones potencialmente peligrosas. Por ejemplo, algunas zonas que se hallan en las altas tierras montañosas de Guatemala, son más susceptibles a corrimientos de tierras catastróficos y devastadores sequías, o a la escasez total de agua estacional, debido a la pérdida de recursos forestales. En contraste, ciudades tales como Totonicapán, que han conservado sus bosques gracias a sólidas instituciones sociales, poseen una mayor estabilidad económica local y, por lo general, un mayor bienestar de sus ciudadanos. (34)  
Esta situación es sorprendente, considerando que estas zonas están próximas la una a la otra, que la mayoría de sus habitantes son de ascendencia maya, y que la topografía y los recursos son generalmente similares. Este caso corresponde a dos grupos de  gentes  que gestionan los recursos de formas fundamentalmente diferentes. La ecología de los ecosistemas proporciona los conocimientos básicos necesarios  para evitar la degradación y para restaurar los procesos de los ecosistemas  que proveen lo necesario para cubrir las necesidades humanas básicas.

## Ver
- Portal sobre medioambiente Portal sobre ecología  Portal de ciencias sobre el planeta  Portal sobre desarrollo sostenible  ·       Biogeoquímica   ·       Ecología comunitaria  ·       Ciencia de los sistemas de la Tierra  ·       Holon (Filosofía)  ·       Ecología del paisaje  ·       Ecología de sistemas  ·       MuSIASEM